# Petzen
Petzen (słoweń. Peca) – szczyt w paśmie Karawanki, w Alpach, na granicy między Słowenią a Austrią. Najwyższy wierzchołek znajduje się po stronie słoweńskiej, jednak większość masywu góry leży po stronie austriackiej.